# Damernas spelartrupper i curling vid olympiska vinterspelen 1992
Detta är samtliga av damernas spelartrupper i curling vid olympiska vinterspelen. 8 nationer deltog.
| Lag            | Klubb                                 | Skiper             | Tredje          | Andra                | Första            | Reserv              |
| -------------- | ------------------------------------- | ------------------ | --------------- | -------------------- | ----------------- | ------------------- |
| Danmark        | Hvidovre CC, Hvidovre                 | Helena Blach       | Malene Krause   | Lene Bidstrup        | Susanne Slotsager | Dorthe Holm         |
| Tyskland       | SC Riessersee, Garmisch-Partenkirchen | Andrea Schöpp      | Stephanie Mayer | Monika Wagner        | Sabine Huth       | Christiane Scheibel |
| Japan          | Obihiro CC, Obihiro                   | Cristina Lestander | Barbara Meier   | Christina Gartenmann | Katrin Peterhans  |                     |
| Kanada         | Juan de Fuca CC, Victoria             | Julie Sutton       | Jodie Sutton    | Melissa Soligo       | Karri Wilms       | Elaine Dagg-Jackson |
| Norge          | Snarøen CC, Oslo                      | Dordi Nordby       | Hanne Pettersen | Mette Halvorsen      | Anne Jøtun        | Marianne Aspelin    |
| Sverige        | Härnösands C, Härnösand               | Anette Norberg     | Anna Rindeskog  | Cathrine Norberg     | Helene Granqvist  | Ann-Catrin Kjerr    |
| Frankrike      | Megève CC, Megève                     | Annick Mercier     | Brigitte Lamy   | Géraldine Girod      | Claire Niatel     | Brigitte Collard    |
| Storbritannien | Laurencekirk CC, Aberdeen             | Jackie Lockhart    | Deborah Knox    | Judith Stobbie       | Wendy Bell        | Isobel Torrance Jr  |